# Kerteminde (gemeente)
Kerteminde is een gemeente in de Deense regio Zuid-Denemarken (Syddanmark) en telt 23.812 inwoners (2020).
Bij de herindeling van 2007 werden de volgende gemeentes bij Kerteminde gevoegd: Langeskov en Munkebo.

## Tot 2007
Kerteminde is tot 2007 een gemeente met een oppervlakte van 143,12 km² en 10.986 inwoners.

## Plaatsen in de gemeente

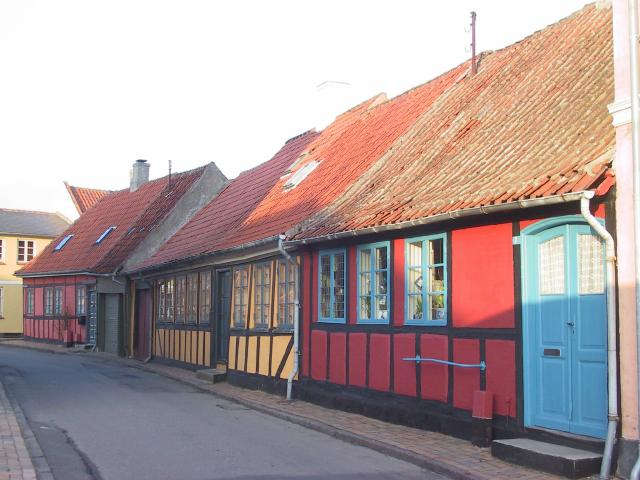
Deense vakwerkhuizen in Kerteminde.

- Munkebo
- Rynkeby
- Rønninge
- Dalby
- Mesinge
- Kerteminde
- Revninge
- Vejruplund
- Birkende
- Langeskov
- Marslev

Aabenraa · Ærø · Assens · Billund · Esbjerg · Faaborg-Midtfyn · Fanø · Fredericia · Haderslev · Kerteminde · Kolding · Langeland · Middelfart · Nordfyn · Nyborg · Odense · Sønderborg · Svendborg · Tønder · Varde · Vejen · Vejle
- International Standard Name Identifier: 0000 0004 0379 0394